# Xarxa ATLAS
La xarxa ATLAS és una associació de les unitats tàctiques policials dels 27 estats membres de la Unió Europea creada arran dels atemptats terroristes de l'11 de setembre de 2001 per iniciativa del Police Chiefs Task Force.
ATLAS es va establir inicialment de manera informal després dels atemptats de l'11 de setembre de 2001, per a l'intercanvi d'informació i la cooperació entre les activitats de formació entre unitats i més tard es va formalitzar mitjançant una decisió del Consell el 2008 que també va ampliar les funcions d'ATLAS per incloure la prestació d'assistència a petició a un altre Estat membre.
El 2018 es va establir una Oficina de Suport ATLAS al Centre Europeu contra el Terrorisme (ECTC) d'Europol, reforçant així el paper de la Xarxa ATLAS dins de les organitzacions policials europees.
A més d'organitzar seminaris i intercanviar material i procediments, la xarxa ATLAS també ha organitzat exercicis conjunts a Alemanya (2003) i als Països Baixos (2004). El 2013, es va preparar una simulació d'atacs terroristes simultanis en nou Estats membres la Unió Europea.